# Taeniotes peruanus
Taeniotes peruanus es una especie de escarabajo longicornio del género Taeniotes, tribu Monochamini, subfamilia  Lamiinae. Fue descrita científicamente por Breuning en 1971.

## Descripción
Mide 35 milímetros de longitud.

## Distribución
Se distribuye por Perú.